# Ed Hawkins

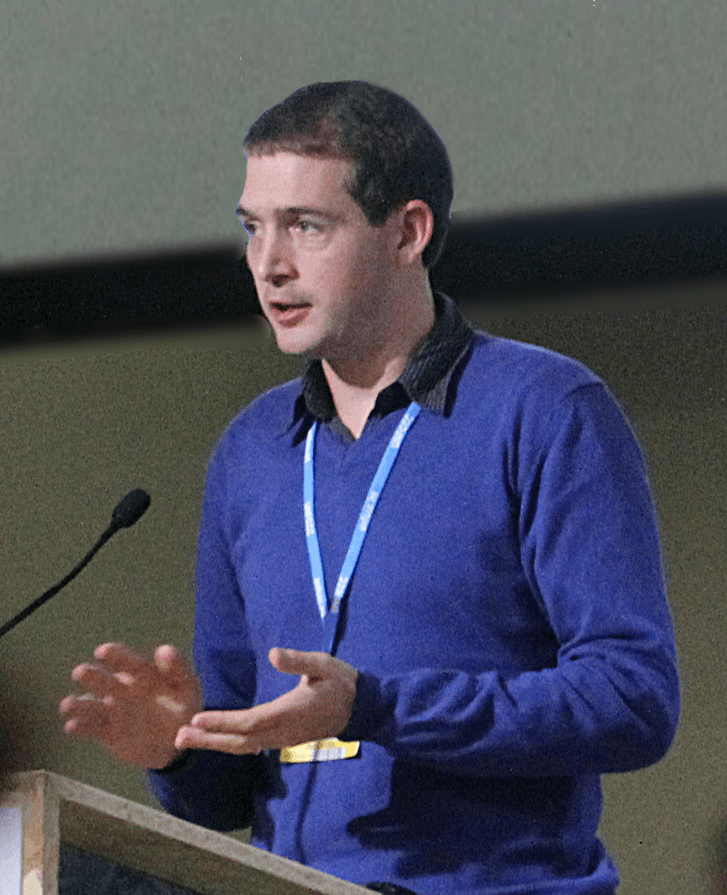
Ed Hawkins

Edward („Ed“) Hawkins (MBE) ist ein britischer Klimaforscher und Hochschullehrer. Er ist Professor für Klimawissenschaft an der University of Reading und einer der Leitautoren des Sechsten Sachstandsbericht des IPCC. Einer größeren Öffentlichkeit wurde er bekannt für seine Klimakommunikation, für die er mehrfach ausgezeichnet wurde. Unter anderem ist er Erfinder der Klimastreifen, die die globale Erwärmung visualisieren.

## Akademische Laufbahn
Hawkins absolvierte von 1999 bis 2003 ein Promotionsstudium an der School of Physics and Astronomy der University of Nottingham. Zwischen 2005 und 2013 war er ein NERC Advanced Research Fellow an der meteorologischen Abteilung der University of Reading tätig. Dort wurde er später zum Professor für Klimawissenschaft ernannt.
Als Forschungsschwerpunkte gibt er Klimavariabilität und Vorhersagbarkeit, Rettung von Klimadaten, Quellen der Unsicherheit in Klimaprojektionen, Dekadische Klimavorhersagen und Kommunikation der Klimawissenschaft sowie die Geschichte der Klimaforschung an.
Hawkins war als Autor am Fünften Sachstandsbericht des IPCC beteiligt  und ist einer der Leitautor des Sechsten Sachstandsbericht des IPCC.

## Klimakommunikation
Hawkins fand internationale Bekanntheit für seine Klimakommunikation, insbesondere seine Grafiken zur Veranschaulichungen der globalen Erwärmung.

### Klimastreifen

Eine frühe Version der Klimastreifen

2018 veröffentlichte er die im Deutschen oft als Wärmestreifen bzw. Klimastreifen bezeichneten Grafik der warming stripes, die mit Blau- und Rottönen die Temperaturentwicklung in der industriellen Epoche nachzeichnen und später in verschiedenen Varianten erschienen. Diese erhielten große mediale Aufmerksamkeit und wurden international viral verbreitet. Unter anderem wurden sie von den britischen Zeitungen The Economist und The Guardian auf der Titelseite abgedruckt.

### Klimaspirale

Die Klimaspirale

2016 veröffentlichte Hawkins eine auf Spiralmustern basierende Klimagrafik, die die fortschreitende Erderwärmung seit 1850 darstellt. Die Grafik erhielt angesichts ihrer Klarheit großes mediales Lob. Beispielsweise schrieb der Wetter-Redakteur Jason Samenow in der Washington Post, er habe bisher noch keine Erwärmungsgrafik gesehen, die „optisch derart eindrücklich und wirkungsvoll“ wie die von Hawkins publizierte Infografik sei und nannte sie die „eindrucksvollste Visualisierung der Globalen Erwärmung aller Zeiten“.

## Auszeichnungen (Auswahl)
- Member of the Most Excellent Order of the British Empire (MBE) 2019[9]
- Kavli-Medaille und Kavli-Vorlesung der Royal Society 2018 für seine Klimaforschung und Klimakommunikation[5]
- Climate Science Communication Prize der Royal Society 2017[5]

## Publikationen (Auswahl)
- Ed Hawkins et al.: Observed Emergence of the Climate Change Signal: From the Familiar to the Unknown. In: Geophysical Research Letters. Band 47, Nr. 6, 2020, doi:10.1029/2019GL086259.
- Camilo Mora et al.: Broad threat to humanity from cumulative climate hazards intensified by greenhouse gas emissions. In: Nature Climate Change. Band 8, 2018, S. 1062–1071, doi:10.1038/s41558-018-0315-6.
- Camilo Mora et al.: Global risk of deadly heat. In: Nature Climate Change. Band 7, 2017, S. 501–506, doi:10.1038/nclimate3322.
- Ed Hawkins et al.: Estimating Changes in Global Temperature since the Preindustrial Period. In: Bulletin of the American Meteorological Society. Band 98, Nr. 9, 2017, S. 1841–1856, doi:10.1175/BAMS-D-16-0007.1.
- Ed Hawkins, Rowan Sutton: The potential to narrow uncertainty in projections of regional precipitation change. In: Climate Dynamics. Band 37, 2011, S. 407–418, doi:10.1007/s00382-010-0810-6.
- Ed Hawkins, Rowan Sutton: The Potential to Narrow Uncertainty in Regional Climate Predictions. In: Bulletin of the American Meteorological Society. Band 90, Nr. 8, 2009, S. 1095–1108, doi:10.1175/2009BAMS2607.1.
- Ed Hawkins et al.: The 2dF Galaxy Redshift Survey: correlation functions, peculiar velocities and the matter density of the Universe. In: Monthly Notices of the Royal Astronomical Society. Band 346, Nr. 1, 2003, S. 78–96, doi:10.1046/j.1365-2966.2003.07063.x.